# برایان بل
برایان بل (انگلیسی: Brian Belle; ۷ آوریل ۱۹۱۴ – ۲۷ فوریهٔ ۲۰۰۷) بازیکن کریکت، و بازیکن فوتبال اهل بریتانیا بود.